# هاري بوش (فنان)
هاري بوش (بالإنجليزية: Harry Bush)‏ هو فنان أمريكي، ولد في 1925، وتوفي في 1994 في سان جوان كابيسترانو في الولايات المتحدة.